# Mrazig
Les Mrazig, aussi orthographié Merazig ou Merazigues (arabe : المرازيق), sont une tribu présentée tantôt comme arabe tantôt comme berbère arabisée, autrefois nomade, habitant la ville de Douz (Tunisie) et ses alentours.
Les Mrazig sont connus pour avoir pratiqué la transhumance dans le vaste Sahara.

## Histoire

### Origines
Selon les Annales de géographie (1902), ils descendent d'un marabout tripolitain, Sidi Merzoug Ben Abdallah, dont la qoubba est vénérée à Douz. La même année, une source leur attribue une origine hilalienne. André Louis, dans la Revue des mondes musulmans et de la Méditerranée (1972), leur donne une origine berbère et associe leur nom à celui des Arzugues (Merazigues). Cependant, Ernest Mercier leurs attribue une origine venant des Banu Sulaym, et les fait descendre des Heïb.
Des membres de la tribu, localisés au sud de Kébili lors de l'invasion hilalienne, se réfugient sur l'un ou l'autre escarpement de la région, comme El Golâa ; d'autres composent avec tel ou tel envahisseur, préférant continuer à mener avec eux la vie nomade.
Les Mrazig, les Grib, et les Adhara paient les redevances aux Touaregs pour bénéficier de leur protection dans le désert. Ils ont en main le commerce caravanier du Sud algérien à Gabès et des liaisons commerciales avec les serfs berbères des Ouerghemma qui habitent dans des villages comme Chenini et Douiret.

### Époque moderne
En 1943 et 1944, ils se soulèvent contre les colons français après s'être fait attaqués et pillés par ceux-ci. Cela donne lieu à plusieurs batailles, à savoir celles de Douz le 29 mai 1944, de la Ghaba de Tamazrit le 24 juin et de Kaf Ben Askir. Les femmes y participent de manière active.

## Culture

### Mode de vie
Les Mrazig ainsi que d'autres tribus sahariennes utilisent un vocabulaire et un lexique spécifique lié au Sahara.
Les Mrazig habitent des huttes en torchis, dont est formée Douz, durant l'automne et l'hiver, et migrent vers le Sud avec leurs troupeaux, en direction du Sahara, durant le printemps et l'été. Ils possèdent de vastes terrains de culture, dans l'est du Nefzaoua et l'oasis de Douz, et des palmeraies et jardins dans la région de Kébili.
Ils parlent un dialecte arabe.

### Fêtes
Le gouvernorat de Kébili célèbre le patrimoine culturel des Mrazig au travers du Festival international du Sahara qui a lieu chaque année à Douz.

## Composition
La tribu serait constituée de plusieurs fractions, à savoir :  
- Aabidat (arabe : العبيدات) ;
- Jlaïlia (arabe : الجلايلية) ;
- Ouled Abdelnour (arabe : أولاد عبد النور) ;
- Ouled Amor (arabe : اولاد عمر) ;
- Ouled Aoun (arabe : اولاد عون) ;
- Ouled Mansour (arabe : اولاد منصور) ;
- Ouled Nasr (arabe : اولاد نصر) ;
- Ouled Othman (arabe : اولاد عثمان) ;
- Ouled Yahia (arabe : اولاد يحيى).

Durant l'époque coloniale, la tribu est composée de 3 600 personnes.